# 顾复
顾复（1894年—1979年），字震吉，是一位中国农学家。

## 生平
1894年9月出生于江苏無錫城內口於紅風光橋（今三鳳橋）顧家弄人。父親顾倬是無錫著名教育家。1912年留學日本，先後在東京第一高等學校預科和名古屋第八高等學校學習；畢業於東京早稻田大學，又转入东京帝国大学。1920年获农学士学位，同年回國。他引进美国“玉皮”小麦种与无锡小麦种杂交培育成高产的“锡麦1号”小麦种。
1979年10月6日病逝于南京。

## 著作
著有《改良小麦之管见》。